# Бакса
Бакса — река в России, протекает по Новосибирской и Томской областям. Устье реки находится в 213 км по правому берегу реки Шегарка. Длина реки — 206 км, площадь водосборного бассейна — 4800 км².

## Населённые пункты на реке
(от устья к истоку)
Томская область: Песочнодубровка (Высокая Елань), Новоуспенка, Терсалгай, Старочерново, Новая Ювала, Старая Ювала, Хмелёвка, Елгай, Аптала;
Новосибирская область: Усть-Тоя, Королёвка, Пихтовка, Марчиха, Михайловка, Мальчиха, Ершовка, Орловка, Лаптевка.

## Бассейн
(указано расстояние от устья)
- устье
- Карлугай (пр)
  - Петушки (лв)
- 42 км: Елгайчик (пр)
- Курсала (лв)
- Кушкурюк (пр)
- Касканка (лв)
- Искичер (лв)
- 100 км: Тоя (пр)
  - Черемшанка (пр)
  - 15 км: Бобровка (лв)
  - Симанка (пр)
  - Гнедуха (пр)
  - Саврасуха (пр)
- 112 км: Изрева (Издрева) (пр)
  - Кислуха (лв)
  - Лебединка (лв)
- Пихтовочка (лв)
- Еловка (лв)
- Марчиха (пр)
- Кротовка (пр)
- 160 км: Мальчиха (пр)
- Орловка (лв)
- 190 км: водоток без названия, канава (пр)
- исток

## Данные водного реестра
По данным государственного водного реестра России относится к Верхнеобскому бассейновому округу, водохозяйственный участок реки — Обь от Новосибирского гидроузла до впадения реки Чулым, без рек Иня и Томь, речной подбассейн реки — бассейны притоков (Верхней) Оби до впадения Томи. Речной бассейн реки — (Верхняя) Обь до впадения Иртыша.